# Dahrenstedt
Dahrenstedt ist ein Ortsteil der Ortschaft Dahlen der Hansestadt Stendal im Landkreis Stendal in Sachsen-Anhalt, (Deutschland).

## Geographie

### Lage

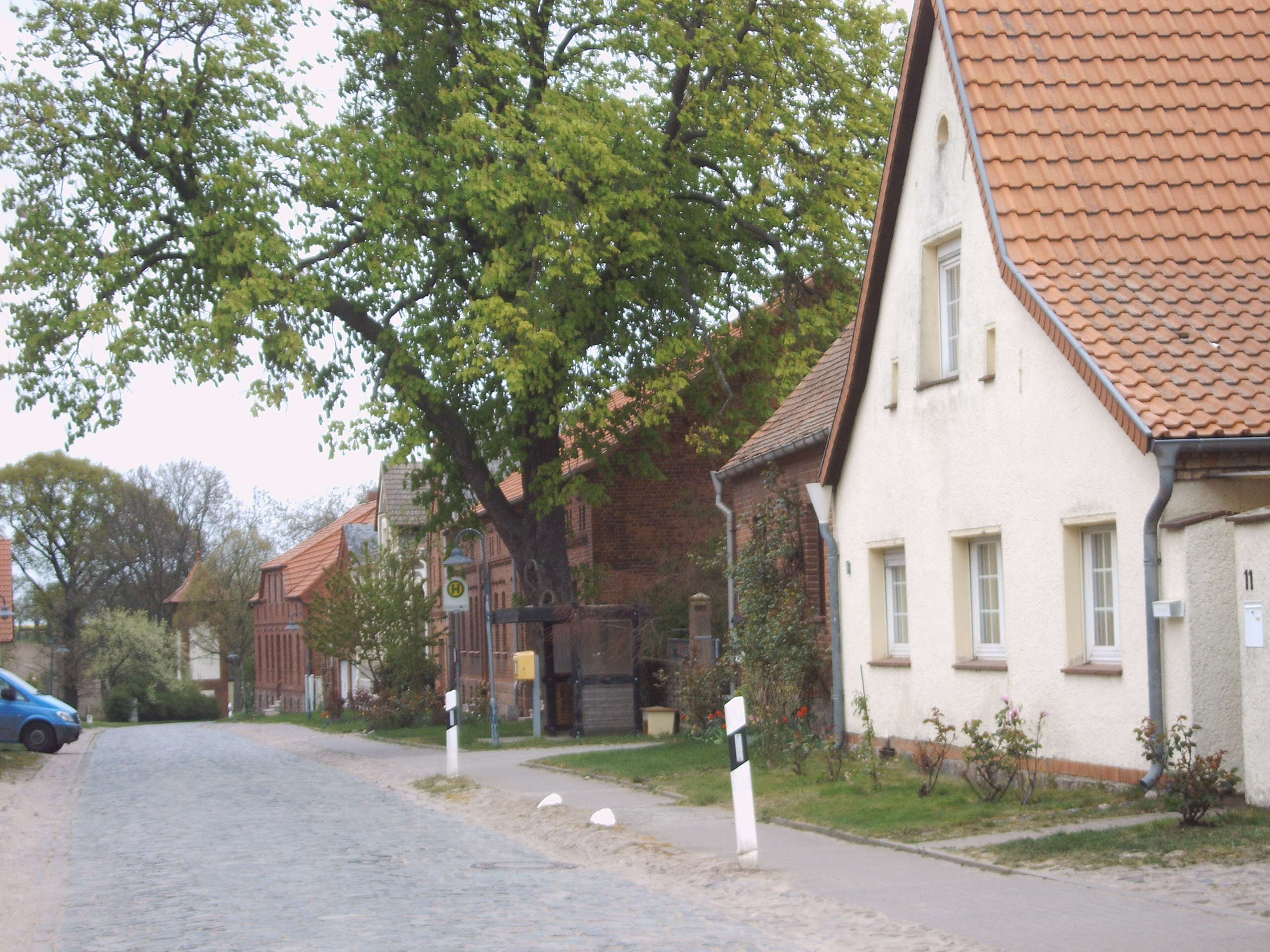
Dahrenstedter Dorfstraße

Dahrenstedt, ein kurzes Straßendorf mit Kirche, liegt etwa zwei Kilometer südlich von Dahlen und etwa acht Kilometer südlich von Stendal abseits der großen Verkehrswege in der Altmark.
Nachbarorte sind Buchholz im Westen, Gohre und Dahlen im Nordwesten und Norden, Heeren im Osten und Welle im Südosten. Dahrenstedt und Welle sind durch eine historische Birnbaum-Allee verbunden. Westlich des Dorfes Dahrenstedt liegt an einem Teich des Dahrenstedter Grabens das „Vogelschutzgebiet Dahrenstedt“.

### Ortsbild
Das Umland von Dahrenstedt ist rein landwirtschaftlich geprägt und verläuft auf einer Meereshöhe um 50 Meter. Südlich des Ortes erhebt sich der 71 Meter hohe „Weinberg“. Die Dorfstraße wird von Drei- und Vierseitenhöfen gesäumt, wobei die Wohngebäude jeweils zur Straße hin angeordnet sind. Als Baumaterial wurden unverputzte Ziegel benutzt. Vielfach sind die Gebäude mit bemerkenswerten Verzierungen versehen. Eine zu beachtende Besonderheit stellen auch die mehrfach vorkommenden Kniestockhäuser dar.

## Geschichte

### Mittelalter bis Neuzeit
Die erste Erwähnung des Ortes stammt aus der Zeit um 1150 als Thornstede, dem Kloster St. Ludgeri vor Helmstedt gehörten dort 6 Hufen Landes, genauso im Jahre 1160. 1238 werden die 6 Hufen erwähnt als in Dorenstidde VI mansi, als Graf Siegfried von Osterburg Dörfer und Besitz in der Altmark, mit denen er vorher vom St. Ludgerikloster Helmstedt belehnt worden war, dem Abt Gerhard von Werden und Helmstedt überschrieb. Eine Urkunde von 1314 führt einen Ritter „Heinricus de Dornstede“ auf. 1344 heißt der Ort Dornstede. Im Landbuch der Mark Brandenburg von 1375 wird das Dorf als Dornstede aufgeführt, es war in Besitz der Familie von Bismarck. 1427 wird die Familie Schadewachten mit Besitzungen in donvstete erwähnt. Weitere Nennungen sind 1442 darnsted, 1448 dernstede, 1540 Dornsted, 1687 Dahrenstedt und 1804 gab es im Dorf Darenstädt oder Dahrenstedt eine Schmiede und einen Krug.
Im Jahre 1448 wurde für die Komturei Werben Dahrenstedter Besitz verzeichnet. Der Dom zu Stendal und die Sankt-Jakobi-Kirche erhielten früher Einnahmen aus Dahrenstedt.
Bei der Bodenreform wurden 1945 ermittelt: 12 Besitzungen unter 100 Hektar hatten zusammen 358 Hektar, eine Kirchenbesitzung hatte 2 Hektar. Erst im Jahre 1959 entstand die erste Landwirtschaftliche Produktionsgenossenschaft, die LPG Typ I „Altmark“.

### Herkunft des Ortsnamens
Abgeleitet aus der alten nordthüringer Endung „-stedt“ heißt der Ort „Dornenstätte“.

### Eingemeindungen
Ursprünglich gehörte das Dorf Dahrenstedt zum Tangermündeschen Kreis der Mark Brandenburg in der Altmark. Zwischen 1807 und 1813 lag es im Kanton Tangermünde auf dem Territorium des napoleonischen Königreichs Westphalen. Nach weiteren Änderungen gehörte die Gemeinde ab 1816 zum Kreis Stendal, dem späteren Landkreis Stendal.
Am 25. Juli 1952 kam die Gemeinde Dahrenstedt zum neuen Kreis Stendal. Am 1. Juli 1973 erfolgte die Eingemeindung nach Dahlen.  Dahlen wurde am 1. September 2010 nach Stendal per Gesetz eingemeindet. Damit kam Dahrenstedt als Ortsteil zur Hansestadt Stendal und zur neu errichteten Ortschaft Dahlen.

### Einwohnerentwicklung
| Jahr | Einwohner |
| ---- | --------- |
| 1734 | 083       |
| 1772 | 063       |
| 1790 | 076       |
| 1798 | 091       |
| 1801 | 085       |
| 1818 | 070       |
| 1840 | 106       |

| Jahr | Einwohner |
| ---- | --------- |
| 1864 | 121       |
| 1871 | 105       |
| 1885 | 089       |
| 1892 | [00]088   |
| 1895 | 103       |
| 1900 | [00]099   |
| 1905 | 109       |

| Jahr | Einwohner |
| ---- | --------- |
| 1910 | [00]092   |
| 1925 | 096       |
| 1939 | 074       |
| 1946 | 183       |
| 1964 | 097       |
| 1971 | 126       |
| 2013 | [00]70    |

| Jahr | Einwohner |
| ---- | --------- |
| 2014 | [00]70    |
| 2018 | [00]75    |
| 2019 | [00]71    |
| 2021 | [00]71    |
| 2022 | [00]74    |
| 2023 | [0]69     |

Quelle, wenn nicht angegeben, bis 1971:

## Religion
Die evangelische Kirchengemeinde Dahrenstedt, die früher zur Pfarrei Buchholz bei Stendal gehörte, wird betreut vom Pfarrbereich Stendal, Süd-West im Kirchenkreis Stendal im Bischofssprengel Magdeburg der Evangelischen Kirche in Mitteldeutschland.
Die ältesten überlieferten Kirchenbucheinträge für Dahrenstedt stammen aus dem Jahre 1679.
Die katholischen Christen gehören zur Pfarrei St. Anna in Stendal im Dekanat Stendal im Bistum Magdeburg.

## Kultur und Sehenswürdigkeiten

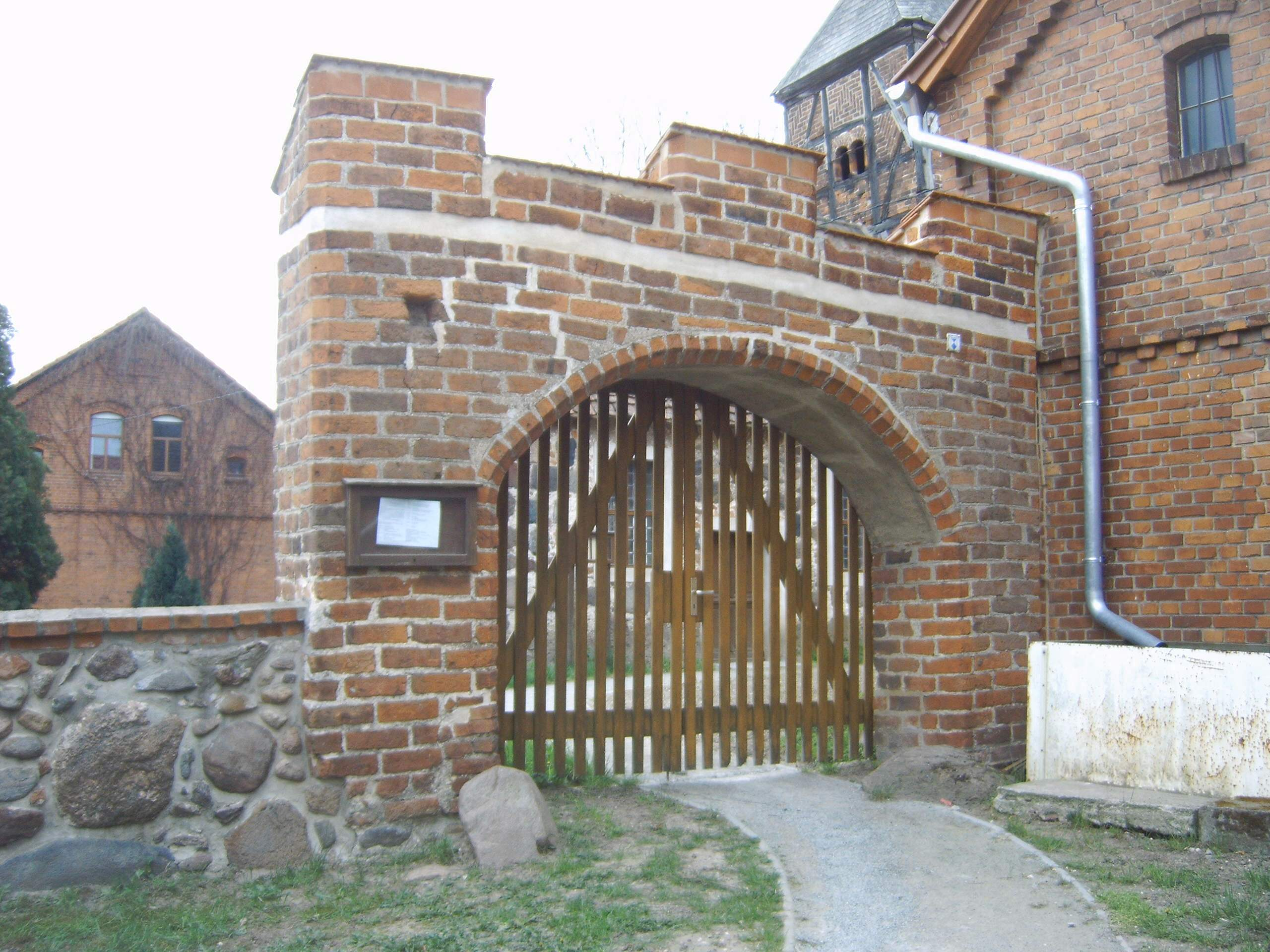
Kirchhofportal in Dahrenstedt

- Die evangelische Dorfkirche Dahrenstedt ist ein gotischer Feldsteinbau aus dem 13. Jahrhundert.[27]
- Der Ortsfriedhof ist auf dem Kirchhof.
- Bekannt ist ein zum Kunsthof Dahrenstedt umgebauter alter Bauernhof.[28]

## Verkehr
Es verkehren Linienbusse und Rufbusse von Stendalbus.

## Sagen aus Dahrenstedt
Einer Sage nach soll Kaiser Otto I. durch den Ort gezogen sein und in einen Stein, der sich noch heute an der Kirchhofmauer befindet, mit einem Stock zwei Löcher gestoßen haben. Der Kaiser schlug im Kriegsgrund, einem Flurstück südöstlich des Dorfes, eine blutige Schlacht, in der viele seiner Feinde das Leben verloren.
Der Chronist Christoph Entzelt berichtete 1579 von einer Schlacht zwischen dem Markgrafen Huder (Udo IV.) und dem Grafen Alberto zu Ascanien (Albrecht der Bär). Als man auf einem Berg bei Dahrenstedt einen Weinberg anlegte, den heutigen Weinberg, fand man dort eine Grube „darinne unzehlich viel Menschenheupter und andere Anzeichen begrabener Kriegsleut“.
Alfred Pohlmann berichtete im Jahre 1901 über Die Roßtrappe zu Dahrenstedt, dass im Fundament eines Hauses gegenüber der Kirche der Abdruck eines großen Pferdehufes zu sehen wäre. Jodocus Temme überlieferte 1839 die Sage als Die Pferdetrappe bei Darnstedt nach Beckmann, der sie im Jahre 1751 veröffentlicht hatte. Nahe dem südlichen Dorfausgang nach Bellingen lag ein Stein, so groß wie ein Sack mit zwei Scheffeln Korn, in dem ein unbeschlagener und etwas tief hineingedrückter Pferdefuß zu sehen war.